# Pierre-Étienne Surugue
Pour les articles homonymes, voir Surugue.
Pierre-Étienne Surugue, né en 1698 à Paris, et mort le 4 mars 1772 à Paris, est un sculpteur français.

## Biographie
Pierre-Étienne Surugue est né en 1698 à Paris. Il est conseiller de l'Académie de St-Luc. Il est le père de Pierre Surugue et l'oncle de Pierre Louis de Surugue. Pierre-Étienne Surugue est le frère de Louis et de Pierre-Toussaint.
Il se marie avec Élisabeth Meunier. Lui et son épouse sont morts le même jour à trois heures d'intervalle,.
Il est mort le 4 mars 1772, rue Saint-Jacques à Paris. Lui et sa femme sont inhumés le même jour.
Son travail est exposé au Colisée en 1776.

## Œuvres
- Portrait de M. Bertin, ministre d'État[1]
- Portrait de Mme Surugue[1]
- Buste d'une bergère dans le costume ancien[1]
- Buste d'un berger couronné de fleurs suivant l'ancien costume[1]